# 道の駅若狭美浜はまびより
道の駅若狭美浜はまびより（みちのえき わかさみはまはまびより）は、福井県三方郡美浜町にある国道27号の道の駅である。

## 概要
小浜線美浜駅前に隣接する。屋根付きイベント広場と一体となった開放的な空間や公園的広場を整備。道の駅内には美浜町としては初のバーもオープンする。

### 駅名の由来
「多世代が集い楽しめる、陽だまりとして末永く愛されるよう、和やかで親しみやすい場所である」（原文ママ）という意を込めて、『はまびより』と命名された。なお、この駅名は一般公募によって決定したものである。

## 歴史
美浜町が『美浜町地域づくり拠点化整備基本計画』を策定し、国道27号沿いに交流拠点を設けることを発表したのが当駅を設置するきっかけとなった。当初は2022年（令和4年）春の開駅を予定していたが、設計や工期等の見直しが続いたため1年遅れとなり、それからさらに約3ヵ月遅れの2023年（令和5年）6月2日に開駅した。

### 年表
- 2018年（平成30年）3月 - 美浜町が『美浜町地域づくり拠点化整備基本計画』を策定し、美浜駅付近を通る国道27号沿いに交流拠点を設けることを発表[6]。
- 2020年（令和2年）1月4日 - 重点道の駅に美浜(仮称)として選定[8]。
- 2022年（令和4年）6月17日 - 建設地で起工式が行われる[3][9]。
- 2023年（令和5年）
  - 2月28日 - 国土交通省より道の駅第58回登録において、「道の駅若狭美浜はまびより」として登録[1]。
  - 6月2日 - 開駅[1][2]。

## 施設
- 駐車場：121台
- トイレ：19器
- 情報提供施設
- 観光案内所
- ベビーコーナー
- 非常用電源
- 備蓄倉庫
- 貯水槽
- マンホールトイレ
- 公衆無線LAN
- 休憩施設
- 物販施設
- 飲食施設
- 子育て交流施設
- 広場
- 多目的スペース
- EV充電施設

## アクセス
- 国道27号 - 登録路線（国道162号重複）
- 福井県道233号美浜停車場線 - 同路線全区間の西面が当施設の敷地となっているが、自動車の出入口はなく美浜駅などからの徒歩アクセスのみ。
- E27 舞鶴若狭自動車道 若狭三方IC、若狭美浜ICより、ともに出入口交差点部から国道27号経由、約4.5 km。

## 周辺
- JR西日本小浜線 美浜駅